# Arhythmorhynchus frassoni
Arhythmorhynchus frassoni är en hakmaskart som först beskrevs av Raffaele Molin 1858.  Arhythmorhynchus frassoni ingår i släktet Arhythmorhynchus och familjen Polymorphidae. Inga underarter finns listade i Catalogue of Life.